# La Fille du puisatier
La Fille du puisatier is een Franse film van Daniel Auteuil die uitgebracht werd in 2011.
Het scenario van Daniel Auteuil is gebaseerd op de gelijknamige film (1940) van Marcel Pagnol. 

## Verhaal
Patricia is de 18-jarige, mooie oudste dochter van Pascal Amoretti, putdelver en weduwnaar. Wanneer ze op een dag in 1939 haar vaders lunch brengt ontmoet ze onderweg de 26-jarige Jacques Mazel, een aantrekkelijke jongeman die jachtpiloot is. Het is liefde op het eerste gezicht.
Als de Tweede Wereldoorlog uitbreekt wordt Jacques onder de wapens geroepen. Wat later blijkt dat Patricia zwanger is. Haar vader zoekt contact met de welgestelde ouders van Jacques maar die reageren negatief want ze denken dat Pascal alleen maar uit is op geld.  Enige tijd na de bevalling vernemen Jacques' ouders dat hun zoon vermist is. Op hun beurt zoeken zijn nu contact met Patricia en hun kleinzoontje, het enige dierbare en tastbare dat hen nog rest van hun zoon. 

## Rolverdeling
| Acteur                 | Personage                                       |
| ---------------------- | ----------------------------------------------- |
| Daniel Auteuil         | Pascal Amoretti, de putdelver                   |
| Kad Merad              | Félipe Rambert, de helper van Pascal            |
| Àstrid Bergès-Frisbey  | Patricia Amoretti, de oudste dochter van Pascal |
| Jean-Pierre Darroussin | meneer André Mazel, de rijke handelaar          |
| Sabine Azéma           | mevrouw Marie Mazel, de vrouw van André         |
| Nicolas Duvauchelle    | Jacques Mazel, de zoon van André                |
| Émilie Cazenave        | Amanda Amoretti, de tweede dochter van Pascal   |
| Marie-Anne Chazel      | Nathalie, de zus van Pascal                     |